# Il ritorno dei morti viventi 3
Il ritorno dei morti viventi 3 (Return of the Living Dead III) è un film del 1993 prodotto e diretto da Brian Yuzna. Questo film differisce notevolmente dai predecessori, assumendo atmosfere più cupe e drammatiche.

## Trama
Curt è figlio di uno scienziato ufficiale dell'US Army, il Dr. Reynolds. Durante un esperimento effettuato su un cadavere all'interno di un laboratorio, Curt assiste di nascosto alla rianimazione di quest'ultimo attraverso l'utilizzo di una sostanza Top Secret nota come Trioxina, e vede il cadavere tornato in vita aggredire ed uccidere alcuni degli scienziati.
A causa del tragico esito dell'esperimento il Dr. Reynolds viene declinato dall'incarico e gli viene imposto un nuovo trasferimento. Curt, stufo dei continui trasferimenti di lavoro del padre litiga con quest'ultimo e fugge via di casa insieme alla sua fidanzata Julie intento a recarsi a Seattle dove iniziare una nuova vita. A causa dell'euforia di Julie, Curt perde il controllo della sua moto e nel tentativo di evitare un camion subisce un incidente nel quale Julie muore sul colpo mentre Curt resta ferito.
Il giovane, ferito e in preda all'angoscia per la morte di Julie decide di sfruttare nuovamente la tessera del padre per accedere al laboratorio e tentare di rianimare attraverso la Trioxina la sua fidanzata deceduta. La ragazza dopo pochi istanti sembra risvegliarsi miracolosamente dalla morte, ma è oramai una creatura defunta che patisce costantemente il dolore e la famelicità dei non-morti. Curt credendo inizialmente che la sua fidanzata sia tornata in vita senza alcun effetto collaterale la condurrà via con sé dal laboratorio. Durante il loro cammino la fidanzata inizierà a manifestare i primi lancinanti malesseri tra cui una fame incontrollabile costringendo Curt a fermarsi in un supermercato notturno nel quale si imbatte in una gang. Durante la colluttazione Julie inizierà a mietere le sue prime vittime ed in seguito, fuggiti e braccati dalla polizia, saranno soccorsi da un senzatetto che vive presso il canale principale di Los Angeles. Mentre il padre è alla ricerca di Curt, la banda incontrata precedentemente localizza Curt e Julie aggredendo il senzatetto, Curt e Julie dalla quale il capo della banda verrà brutalmente ucciso.
Individuato Curt dal padre e paralizzata Julie, compresi gli altri infetti, verranno prelevati dai militari e da questi impiantati dei ceppi per diventare a loro volta cavie per esperimenti. Curt prendendo atto della situazione si ribellerà alle atrocità indotte dagli scienziati a Julie, liberando lei e le altre cavie che attaccheranno scienziati e militari. Nel caos scoppierà un incendio e il sistema di sicurezza sarà compromesso, consentendo agli zombi rinchiusi di fuoriuscire vagando in cerca di vittime nell'ormai fatiscente struttura. Durante l'ultima fuga con Julie, Curt verrà attaccato da uno zombie e rimasto anch'egli ormai infetto si rende conto che la sola via di fuga è la morte, scegliendo di bruciare tra le fiamme dell'inceneritore al fianco di Julie.

## Riconoscimenti
- 1994 - Fantastic'Arts
  - Premio del pubblico

## Film della saga
La saga de Il ritorno dei morti viventi è composta da cinque film, diretti da vari registi. In Italia sono stati distribuiti solo i primi tre.
- Il ritorno dei morti viventi (The Return of the Living Dead), regia di Dan O'Bannon (1985)
- Il ritorno dei morti viventi 2 (Return of the Living Dead Part II), diretto da Ken Wiederhorn (1988)
- Il ritorno dei morti viventi 3 (Return of the Living Dead III), regia di Brian Yuzna
- Return of the Living Dead: Necropolis, regia di Ellory Elkayem (2005)
- Return of the Living Dead: Rave to the Grave, regia di Ellory Elkayem (2005)